# Cyrestis mantilus
Cyrestis mantilus är en fjärilsart som beskrevs av Otto Staudinger. Cyrestis mantilus ingår i släktet Cyrestis och familjen praktfjärilar. Inga underarter finns listade i Catalogue of Life.